# Institut de recherche et coordination acoustique/musique
L'IRCAM, acrònim d'Institut de recherche et coordination acoustique/musique (Institut de Recerca i Coordinació Acústica/Música), és un organisme associat al Centre Georges Pompidou de París, que va ser creat el 1969 per Pierre Boulez. Aquest institut és un dels més importants a Europa per a la música i el so. La seva gran originalitat és d'albergar creació musical i les investigacions musicològiques, científiques i tècniques que s'hi refereixen.
Els locals són situats davant les  fonts del Centre Georges Pompidou concebudes per Niki de Sant Phalle i Jean Tinguely. L'edifici ha estat concebut el 1990 pels arquitectes Renzo Piano i Richard Rogers.
Aquest institut el dirigeix actualment Frank Madlener que succeeix en aquest lloc a Bernard Stiegler.

## Un centre per a la investigació musical
D'ençà la seva concepció, l'IRCAM ha estat el punt de partida de la majoria dels conceptes més importants en música electrònica i tractament del so.
L'entorn de programació gràfica per al tractament temps-realitat del so Max/MSP, i el seu successor jMax, han estat desenvolupats al si de l'institut. Max/MSP s'ha fet ràpidament una de les eines més emprades en música electroacústica, particularment des de la seva difusió per una societat comercial americana (Cycling74) que n'ha estabilitzat el programari sota la direcció de David Zicarelli.
Un gran nombre de les tècniques associades amb la música espectral, com les anàlisis basades en la Transformada de Fourier han estat possibles per la tecnologia desenvolupada per l'IRCAM. L'institut també ha desenvolupat un micro específic capaç d'aïllar el so produït per cadascuna de les quatre cordes d'un violoncel per a una amplificació o un tractament separat.
L'IRCAM s'ha fet a poc a poc el símbol de l'academicisme musical a França i a Europa, la lloc central del centre d'investigació en la música contemporània ha esdevingut una mena de reducte amb l'adveniment de material electrònic japonès de baix cost i de la microinformàtica, així com la generalització i la difusió de les tècniques de tractament de senyal, que posen finalment el tractament àudio a l'abast de les institucions més modestes i dels individus.

## Programaris lliures
L'Ircam concep i empra nombrosos  programaris lliures; entre ells:
- jMAX, una versió lliure de Max/MSP.
- OpenMusic
- SDIF
- Agnula, una distribució GNU/Linux que agrupa nombroses eines per a la música lliure.